# Улед-Хаффуз
Улед-Хаффуз (араб. أولاد حفوز) — місто в Тунісі. Входить до складу вілаєту Сіді-Бузід. Станом на 2004 рік тут проживало 2 145 осіб.